# ボーティック・ファン・デ・ザンスフルプ
- ボティク・バン・デ・ザンダスフルプ
- ボウティック・ファン・デ・ザンシュルプ
- ボティク・ファン・デ・ザンシュルプ
- ボティク・ファン・デ・ザンスフルプ
- ボティック・ファン・デ・ザンツフープ

ボーティック・ファン・デ・ザンスフルプ（Botic van de Zandschulp, オランダ語発音: [ˈboː.tɪk vɑn də ˈzɑnt.sxʏlp]; 1995年10月4日 - ）は、オランダ出身の男子プロテニス選手。ATPランキング自己最高位はシングルス22位、ダブルス60位。身長191cm、体重85kg。右利き、バックハンド・ストロークは両手打ち。

## 選手経歴

### 2016年 フューチャーズ初優勝
8月のロッテルダムで開催されたF6では決勝でボイ・ヴェスターホフを6-2, 6-4のストレートで破り、フューチャーズ初優勝をする。さらにフューチャーズ2勝を挙げ、今季3勝する。同年にプロ転向。年間最終ランキングは402位。

### 2017年 チャレンジャーダブルス初優勝
8月のTEANインターナショナルではボイ・ヴェスターホフとペアを組み、ダブルスでATPチャレンジャーツアー初優勝を果たした。フューチャーズにおいてもシングルス準優勝3回、ダブルス優勝6回した。年間最終ランキングはシングルス459位、ダブルス260位。

### 2018年 フューチャーズ6度目の準優勝
フューチャーズではシングルス準優勝2回、ダブルス優勝4回を果たした。年間最終ランキングはシングルス537位。ダブルスはポイント失効により、ランキング消滅。

### 2019年 チャレンジャー初優勝
10月のハンブルク・チャレンジャーでは決勝でベルナベ・サパタ・ミラジェスを6-3, 5-7, 6-1で破り、ATPチャレンジャーツアー初優勝を果たした。さらにデビスカップオランダ代表として初参戦。グループステージでのカザフスタン戦では第1試合でミハイル・ククシュキンに2-6, 2-6のストレートで敗れた。年間最終ランキングは198位。

### 2020年 トップ200入り
全豪オープンではグランドスラムで初めて予選入りしたが、予選1回戦でコンスタン・レスチエヌに3-6, 6-1, 5-7で敗れた。2月のコブレンツ・チャレンジャーでは決勝でトマーシュ・マハーチに3-6, 6-4, 3-6で敗れ、準優勝。全仏オープンでも予選入りし、予選1回戦のパオロ・ロレンツィを7-6(5), 6-3のストレートで下したが、2回戦でリアム・ブローディに6-7(5), 6-7(8)の熱戦で敗れた。10月のヴァルフクラン・チャレンジャーでは決勝でマルクアンドレア・ヒュースラーに7-6(3), 6-7(2), 5-7で敗れ、準優勝。年間最終ランキングは156位。

### 2021年 全米ベスト8 トップ100入り
全豪オープンシングルス予選ではロレンツォ・ムゼッティ、ジョアン・メネゼス、マチアス・ブルグらを下して予選を突破し、グランドスラムで初めて本戦入りするも、本戦1回戦でカルロス・アルカラスに1-6, 4-6, 4-6のストレートで初戦敗退した。

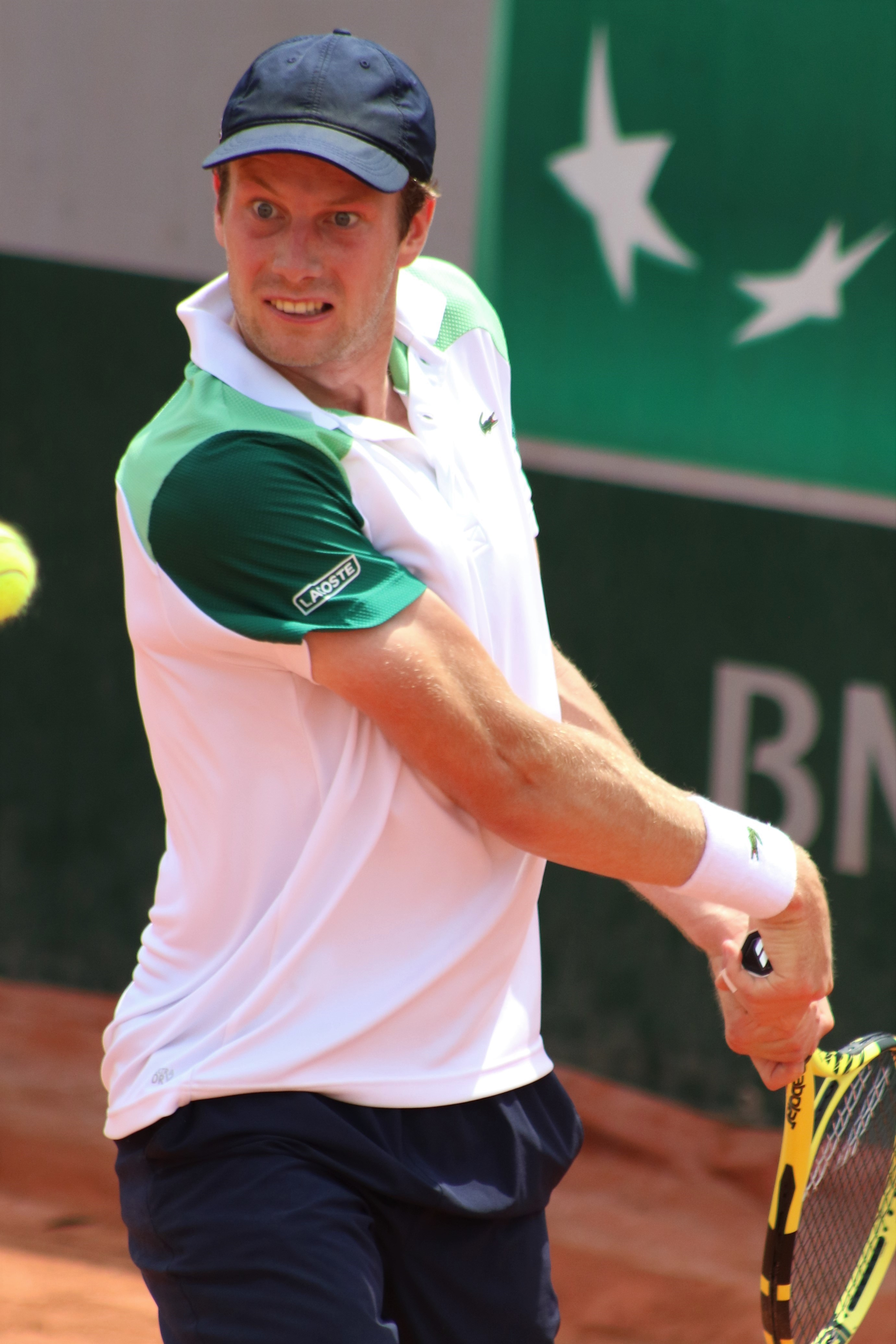
2021年全仏オープンでのボーティック・ファン・デ・ザンスフルプ

全仏オープンシングルス予選でもレオナルド・マイエル、マニュエル・ギナール、イリヤ・マチェンコらを下して本戦入り。1回戦で当時世界ランキング20位のフベルト・フルカチュと対戦し、6-7(5), 6-7(4), 6-2, 6-2, 6-4のフルセットの末グランドスラム初勝利を挙げる。2回戦でアレハンドロ・ダビドビッチ・フォキナに4-6, 4-6, 7-5, 6-2, 4-6のフルセットの末に敗れた。
ウィンブルドン選手権のシングルス予選ではパオロ・ロレンツィとアルトゥグ・チェリクビレクをストレートで下したが、3回戦のマルコ・トルンジェリッティに3-6, 6-4, 6-7(5), 5-7で敗れた。しかし、ラッキールーザーとして本戦入り。1回戦でバレールを6-2, 6-7(4), 6-4, 7-6(3)で下し、ウィンブルドン初勝利を挙げる。2回戦では第7シードのマッテオ・ベレッティーニに3-6, 4-6, 6-7(4)のストレートで敗れた。
全米オープンのシングルス予選ではマルセロ・トマース・ベリオス・ベラ、ベン・シェルトン、エンゾ・クアコーらを下し、グランドスラム4大会連続で予選から本戦入り。1回戦でカルロス・タベルネルを2-6, 3-6, 6-4, 7-5, 6-3のフルセットで下して勝利。続く2回戦では第8シードのキャスパー・ルードを3-6, 6-4, 6-3, 6-4、3回戦のファクンド・バグニスも3-6, 6-0, 6-2, 6-2、4回戦は第11シードのディエゴ・シュワルツマンを6-3, 6-4, 5-7, 5-7, 6-1のフルセットで下した。準々決勝では第2シードのメドベージェフと対戦し、3-6, 0-6, 6-4, 5-7で敗れて、グランドスラム初のベスト8となった。この大会で、シングルストップ100入りを果たす。
翌週のデビスカップ・ワールドグループIでの1回戦はウルグアイ戦に出場。第1試合でフランシスコ・リャネルを6-0, 6-3のストレートで下し、デビスカップ初勝利を挙げた。
10月に行われたBNPパリバ・オープンでは予選を突破して、自身初のATPマスターズ1000本戦に進出するも、1回戦でマルコス・ギロンに7-6(7), 2-6, 4-6で敗れた。さらにサンクトペテルブルク・オープンでは予選から4試合を制して、ベスト8進出。準々決勝では第1シードのアンドレイ・ルブレフを6-3, 6-4のストレートで破り、ベスト4入りをする。準決勝ではマリン・チリッチに3-6, 3-6のストレートで敗退。年間最終ランキングは57位。

### 2022年 トップ25入り
全豪オープンではダニール・メドベージェフに4-6, 4-6, 2-6のストレートで敗れ、3回戦敗退。2月に行われたABNアムロ世界テニス・トーナメントでは2回戦でイジー・レヘチカに6-1, 4-6, 4-6で敗れた。翌週のカタール・エクソンモービル・オープンではマリン・チリッチに3-6, 5-7で敗れ、2回戦敗退。

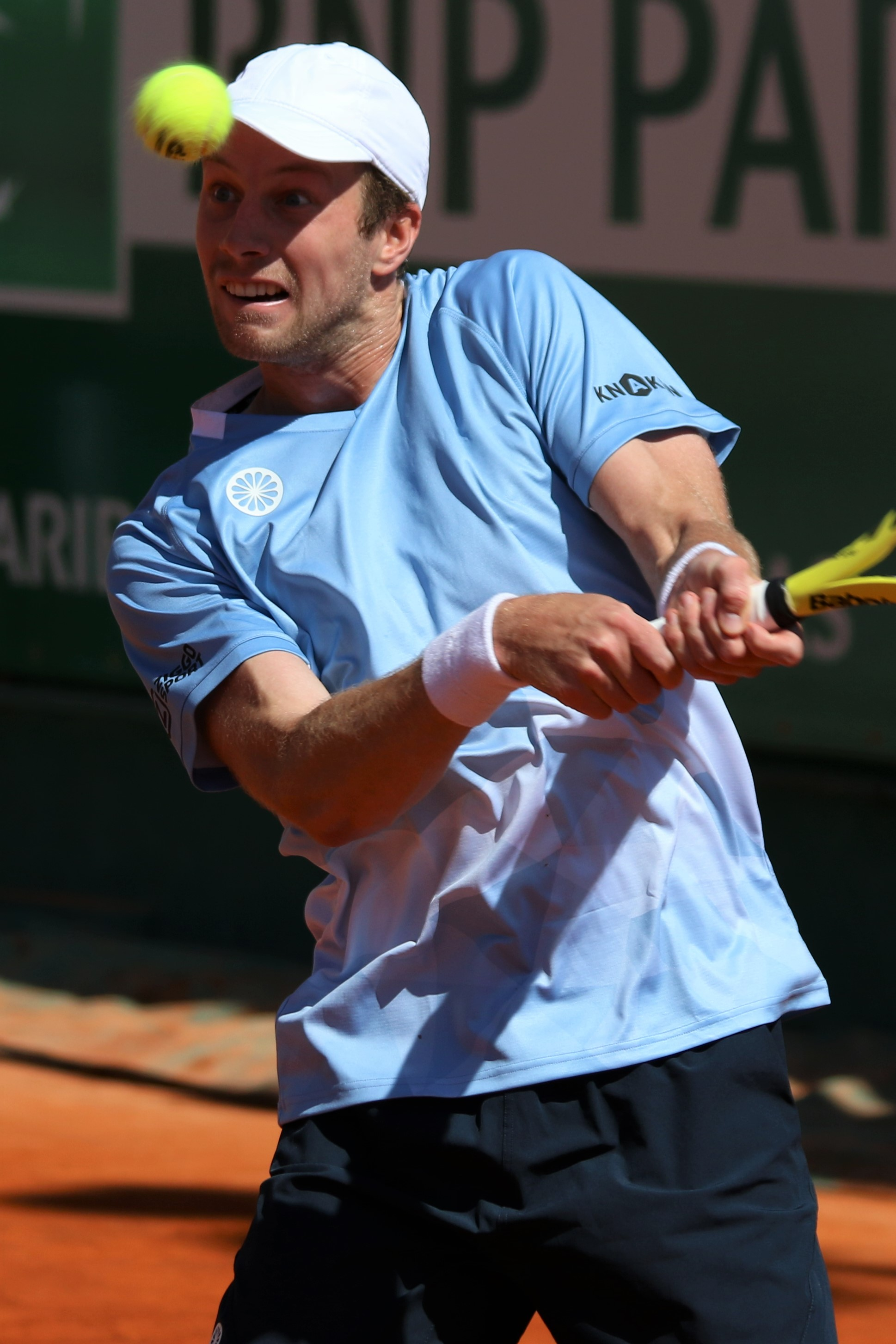
2022年モンテカルロ・マスターズでのボーティック・ファン・デ・ザンスフルプ

モンテカルロ・マスターズではセバスチャン・コーダに5-7, 4-6のストレートで初戦敗退。マドリード・オープンではダビド・ゴファン、BNLイタリア国際ではキャスパー・ルードにそれぞれ2回戦敗退。
5月のBMWオープンでは準々決勝ではルード、準決勝ではミオミル・ケツマノビッチを下し、ツアー初の決勝進出を果たした。しかし、決勝ではホルガ・ルーネを相手に第1セット4-3となった時点で胸の痛みにより棄権を申し出て、準優勝。全仏オープンでは3回戦まで進出。3回戦では第5シードのラファエル・ナダルに3-6, 2-6, 4-6のストレートで敗れた。
クイーンズ・クラブ選手権ではグリゴール・ディミトロフ、アレハンドロ・ダビドビッチ・フォキナらを下してベスト4進出。準決勝ではマッテオ・ベレッティーニに3-6, 4-6のストレートで敗れた。ウィンブルドン選手権ではグランドスラム初の4回戦進出を果たす。4回戦では第2シードのナダルに4-6, 2-6, 6-7(6)のストレートで敗退。
ナショナル・バンク・オープンではキャメロン・ノリー、ウエスタン・アンド・サザン・オープンではメドベージェフにそれぞれ2回戦敗退。ウィンストン・セーラム・オープンではベスト4進出。準決勝ではアドリアン・マナリノに0-6, 4-6のストレートで敗れたが、世界ランキング22位を更新して、トップ25入りを果たした。全米オープンでは2回戦でコランタン・ムーテに4-6, 6-1, 2-6, 4-6で敗退。年間最終ランキングは35位。

### 2023年 マスターズ4回戦進出
3月のマイアミ・オープンでは3回戦で第3シードのキャスパー・ルードを3-6, 6-4, 6-4の逆転で下してATPマスターズ1000初の4回戦進出をする。4回戦ではエーミル・ルースヴオリに6-4, 4-6, 5-7で敗れた。4月のBMWオープンでは2年連続決勝進出。決勝では昨年敗れたホルガ・ルーネに4-6, 6-1, 6-7(3)で敗れ、昨年のリベンジを果たさず、2年連続準優勝で終わった。年間最終ランキングは50位。

### 2024年 デビス杯準優勝
4月中旬のBMWオープンでは2回戦でヤン＝レナード・ストルフに敗れ、ポイントが失効したことでトップ100圏外となったが、7月
スパルカッセン・オープンと8月のザウアーラント・オープンでATPチャレンジャーツアー2大会で準優勝したことで世界ランキング75位まで復調した。さらに全米オープンでは1回戦でデニス・シャポバロフを6-4, 7-5, 6-4のストレートで破り、4年連続初戦突破。2回戦では第3シードのカルロス・アルカラスを6-1, 7-5, 6-4のストレートで下す大金星を挙げ、オランダ人初のトップ3選手から白星を挙げた。3回戦では第25シードのジャック・ドレイパーに3-6, 4-6, 2-6のストレートで敗退。年間最終ランキングは80位。
11月の2024年デビスカップを最期に引退を表明しているラファエル・ナダルを6-4, 6-4のストレートで破り、デビスカップスペイン代表を下す活躍に貢献するとともに、ナダルの現役最後の対戦相手となった。準決勝ではデビスカップドイツ代表と対戦し、第1試合のダニエル・アルトマイアー戦で6-4, 6-7(12), 6-3の激闘を制して、オランダテニス104年の歴史で初の決勝進出を果たした。決勝では昨年王者のデビスカップイタリア代表との対戦となり、第1試合でマッテオ・ベレッティーニに4-6, 2-6のストレートで敗れた。第2試合でも敗れたオランダは大会初制覇とはならず、準優勝となった。

### 2025年
BNPパリバ・オープンでは予選決勝で敗れるも、ラッキールーザーとして本戦入りをする。1回戦でワイルドカードにより出場したニック・キリオスが7-6(7), 3-0の時点で途中棄権したため、2回戦進出。2回戦ではノバク・ジョコビッチに6-2, 3-6, 6-1で破る金星を挙げ、3年ぶり2度目の3回戦進出を果たした。3回戦ではフランシスコ・セルンドロに3-6, 4-6のストレートで敗退。

## ATPツアー決勝進出結果

### シングルス: 2回（0勝2敗）
| 大会カテゴリ                    |
| グランドスラム (0–0)            |
| ATPファイナルズ (0–0)           |
| ATPツアー・マスターズ1000 (0–0) |
| ATPツアー500 (0–0)              |
| ATPツアー250 (0–2)              |

| サーフェス別タイトル |
| ハード (0–0)         |
| クレー (0–2)         |
| グラス (0–0)         |

| 結果   | No. | 決勝日        | 大会       | サーフェス | 対戦相手       | スコア              |
| ------ | --- | ------------- | ---------- | ---------- | -------------- | ------------------- |
| 準優勝 | 1.  | 2022年5月1日  | ミュンヘン | クレー     | ホルガ・ルーネ | 4–3 途中棄権        |
| 準優勝 | 2.  | 2023年4月23日 | ミュンヘン | クレー     | ホルガ・ルーネ | 4-6, 6-1, 6-7 [3-7] |

### ダブルス: 1回（1勝0敗）
| 大会カテゴリ                    |
| グランドスラム (0–0)            |
| ATPファイナルズ (0–0)           |
| ATPツアー・マスターズ1000 (0–0) |
| ATPツアー500 (0–0)              |
| ATPツアー250 (1–0)              |

| サーフェス別タイトル |
| ハード (1–0)         |
| クレー (0–0)         |
| グラス (0–0)         |

| 結果 | No. | 決勝日         | 大会         | サーフェス    | パートナー             | 対戦相手                                | スコア           |
| ---- | --- | -------------- | ------------ | ------------- | ---------------------- | --------------------------------------- | ---------------- |
| 優勝 | 1.  | 2022年10月23日 | アントワープ | ハード (室内) | タロン・フリークスポー | ロハン・ボパンナ マトウェ・ミドルコープ | 3–6, 6–3, [10–5] |

## 成績
略語の説明
| W | F | SF | QF | #R | RR | Q# | LQ | A | Z# | PO | G | S | B | NMS | P | NH |

W=優勝, F=準優勝, SF=ベスト4, QF=ベスト8, #R=#回戦敗退, RR=ラウンドロビン敗退, Q#=予選#回戦敗退, LQ=予選敗退, A=大会不参加, Z#=デビスカップ/BJKカップ地域ゾーン, PO=デビスカップ/BJKカッププレーオフ, G=オリンピック金メダル, S=オリンピック銀メダル, B=オリンピック銅メダル, NMS=マスターズシリーズから降格, P=開催延期, NH=開催なし.

### シングルス

#### グランドスラム大会
| 大会                 | 2020 | 2021 | 2022 | 勝–敗 |
| -------------------- | ---- | ---- | ---- | ----- |
| 全豪オープン         | Q1   | 1R   | 3R   | 2–2   |
| 全仏オープン         | Q2   | 2R   |      | 1–1   |
| ウィンブルドン選手権 | NH   | 2R   |      | 1–1   |
| 全米オープン         | A    | QF   |      | 4–1   |

#### 大会最高成績
| 大会                 | 成績 | 年         |
| -------------------- | ---- | ---------- |
| ATPファイナルズ      | A    | 出場なし   |
| インディアンウェルズ | 3R   | 2022, 2025 |
| マイアミ             | 4R   | 2023       |
| モンテカルロ         | 2R   | 2023       |
| マドリード           | 2R   | 2022-2024  |
| ローマ               | 2R   | 2022-2024  |
| カナダ               | 2R   | 2022       |
| シンシナティ         | 2R   | 2022       |
| 上海                 | 2R   | 2023, 2024 |
| パリ                 | 3R   | 2023       |
| オリンピック         | A    | 出場なし   |
| デビスカップ         | F    | 2024       |

## ATPチャレンジャーツアー・ITFワールドテニスツアー決勝

### シングルス (7勝12敗)
| クラス別                      |
| ----------------------------- |
| ATPチャレンジャーツアー (1–3) |
| ITFワールドテニスツアー (6–9) |

| サーフェス別     |
| ---------------- |
| ハード (3–5)     |
| クレー (3–5)     |
| グラス (0–0)     |
| カーペット (1–2) |

| 結果   | 勝-敗 | 日時       | 大会                   | サーフェス        | 対戦相手                         | スコア                  |
| ------ | ----- | ---------- | ---------------------- | ----------------- | -------------------------------- | ----------------------- |
| 優勝   | 1–0   | 2016年8月  | F6, ロッテルダム       | クレー            | ボイ・ヴェスターホフ             | 6–2, 6–4                |
| 優勝   | 2–0   | 2016年8月  | F7, スホーンホーフェン | クレー            | イェッセ・フータ・ガルン         | 不戦勝                  |
| 優勝   | 3–0   | 2016年11月 | F4, パルヌ             | ハード            | ウラジーミル・イワノフ           | 6–2, 6–4                |
| 準優勝 | 3–1   | 2016年11月 | F10, ミロヴィツェ      | ハード            | Marek Jaloviec                   | 4–6, 1–6                |
| 準優勝 | 3–2   | 2017年2月  | F4, リール             | ハード            | マイケル・イマー                 | 2–6, 3–6                |
| 準優勝 | 3–3   | 2017年7月  | F3, ミデルブルフ       | クレー            | ティーモ・デ・バッカー           | 3–6, 4–6                |
| 準優勝 | 3–4   | 2017年8月  | F5, オルデンザール     | クレー            | スコット・フリークスポール       | 4–6, 1–6                |
| 準優勝 | 3–5   | 2018年3月  | F4, トゥールーズ       | ハード            | イゴール・セイスリン             | 3–6 ret                 |
| 準優勝 | 3–6   | 2018年6月  | F1, アルクマール       | クレー            | Clement Geens                    | 6–3, 6–7(2–7), 1–6      |
| 優勝   | 4–6   | 2019年1月  | M25, ヌスロッホ        | カーペット        | Peter Heller                     | 6–2, 6–2                |
| 準優勝 | 4–7   | 2019年2月  | M15, カールスト        | カーペット        | イゴール・セイスリン             | 1–6, 4–6                |
| 優勝   | 5–7   | 2019年4月  | M25, ボルトン          | ハード            | イゴール・セイスリン             | 7–6(7–2), 6–7(6–8), 7–5 |
| 優勝   | 6–7   | 2019年5月  | M25, プリイェドル      | クレー            | Vlad Andrei Dancu                | 6–4, 6–4                |
| 準優勝 | 6–8   | 2019年5月  | M25, ドボイ            | クレー            | クリストファー・オコネル         | 4–6, 6–7(1–7)           |
| 準優勝 | 6–9   | 2019年9月  | M25, ストックホルム    | ハード            | カツペル・ジュク                 | 6–4, 4–6, 3–6           |
| 優勝   | 7–9   | 2019年10月 | ハンブルク             | ハード (屋内)     | ベルナベ・サパタ・ミラジェス     | 6–3, 5–7, 6–1           |
| 準優勝 | 7–10  | 2020年2月  | コブレンツ             | ハード (屋内)     | トマーシュ・マハーチ             | 3–6, 6–4, 3–6           |
| 準優勝 | 7–11  | 2020年10月 | イスマニン             | カーペット (屋内) | マーク＝アンドレア・ヒュースラー | 7–6(3–7), 6–7(2–7), 5–7 |
| 準優勝 | 7–12  | 2021年7月  | アメルスフォールト     | クレー            | タロン・フリークスポール         | 1–6, 6–3, 1–6           |

### ダブルス (17勝3敗)
| クラス別                       |
| ------------------------------ |
| ATPチャレンジャーツアー (1–0)  |
| ITFワールドテニスツアー (16–3) |

| サーフェス別     |
| ---------------- |
| ハード (4–2)     |
| クレー (12–1)    |
| グラス (0–0)     |
| カーペット (1–0) |

| 結果   | 勝–敗 | 日時       | 大会                          | サーフェス | パートナー           | 対戦相手                                                    | スコア                 |
| ------ | ----- | ---------- | ----------------------------- | ---------- | -------------------- | ----------------------------------------------------------- | ---------------------- |
| 優勝   | 1–0   | 2016年8月  | F8, オーステンデ              | クレー     | Paul Monteban        | エヴァン・フルネス ユーゴ・アンベール                       | 3–6, 7–5, [10–5]       |
| 優勝   | 2–0   | 2016年10月 | F5, タリン                    | ハード     | ニールス・ローツマ   | カロル・ベック アルテム・ドゥブリフニー                     | 6–3, 5–7, [10–6]       |
| 準優勝 | 2–1   | 2016年11月 | F10, ミロヴィツェ             | ハード     | ニールス・ローツマ   | Tomas Papik Matej Vocel                                     | 3–6, 6–1, [4–10]       |
| 優勝   | 3–1   | 2017年1月  | F2, アクトベ                  | ハード     | ニールス・ローツマ   | ウラジスラフ・マナフォフ アレクサンデル・パブリュチェンコフ | 6–4, 6–4               |
| 準優勝 | 3–2   | 2017年5月  | F1, カールスクルーナ          | クレー     | ダフィト・ペル       | マルティン・クエバス クリスティアン・リンデル               | 4–6, 7–6(7–3), [9–11]  |
| 優勝   | 4–2   | 2017年6月  | F1, アルクマール              | クレー     | ボイ・ヴェスターホフ | パトリック・カイプソン サム・リフィス                       | 6–2, 5–7, [14–12]      |
| 優勝   | 5–2   | 2017年6月  | F2, ブレダ                    | クレー     | ボイ・ヴェスターホフ | イェッセ・ティマーマンス Tim Van Terheijden                 | 6–1, 7–5               |
| 優勝   | 6–2   | 2017年7月  | F4, アムステルフェーン        | クレー     | ボイ・ヴェスターホフ | ニールス・ローツマ Christoph Negritu                        | 6–1, 6–7(4–7), [10–3]  |
| 優勝   | 7–2   | 2017年8月  | F6, ロッテルダム              | クレー     | ボイ・ヴェスターホフ | Nick Chappell ハンター・リース                              | 6–1, 6–3               |
| 優勝   | 8–2   | 2017年8月  | F7, スホーンホーフェン        | クレー     | ボイ・ヴェスターホフ | フレン・スミッツ Colin Van Beem                             | 6–2, 3–2 ret.          |
| 優勝   | 9–2   | 2017年8月  | アルフェン                    | クレー     | ボイ・ヴェスターホフ | アレクサンダル・ラゾフ V. Uzhylovskyi                       | 7–6(8–6), 7–5          |
| 準優勝 | 9–3   | 2018年3月  | F4, トゥールーズ              | ハード     | イゴール・セイスリン | ダン・アデ アルバーノ・オリヴェッティ                       | 3–6, 5–7               |
| 優勝   | 10–3  | 2018年6月  | F1, アルクマール              | クレー     | Roy De Valk          | Michiel De Krom Ryan Nijboer                                | 6–2, 6–3               |
| 優勝   | 11–3  | 2018年7月  | F2, ハーグ                    | クレー     | Tim Van Terheijden   | Gijs Brouwer Jelle Sels                                     | 3–6, 6–3, [11–9]       |
| 優勝   | 12–3  | 2018年8月  | F5, ロッテルダム              | クレー     | フレン・スミッツ     | Mariano Kestelboim Felipe Mantilla                          | 7–5, 7–5               |
| 優勝   | 13–3  | 2018年9月  | F18, プレジール               | ハード     | フレン・スミッツ     | ヤニック・メルテンス Hugo Voljacques                        | 6–7(6–8), 6–4, [10–6]  |
| 優勝   | 14–3  | 2019年2月  | M15, カールスト               | カーペット | イゴール・セイスリン | Mats Rosenkranz Mark Whitehouse                             | 6–4, 6–4               |
| 優勝   | 15–3  | 2019年3月  | M15, シャルム・エル・シェイク | ハード     | イゴール・セイスリン | S D Prajwal Dev Adil Kalyanpur                              | 7–6(10–8), 2–6, [10–6] |
| 優勝   | 16–3  | 2019年4月  | M25, アンジェ                 | クレー     | Jeroen Vanneste      | A. Cornut-Chauvinc Arthur Reymond                           | 6–4, 7–6(7–3)          |
| 優勝   | 17–3  | 2019年5月  | M25, プリイェドル             | クレー     | イゴール・セイスリン | リュボミール・チェレビッチ ネルマン・ファティッチ           | 3–6, 6–3, [10–4]       |